# Svetislav Basara
Svetislav Basara (Bajina Bašta, 21. prosinca 1953.), jedan od najznačajnijih suvremenih srbijanskih književnika, kolumnist lista Danas.

## Životopis
Svetislav Basara je rođen 21. prosinca 1953. u Bajinoj Bašti. Njegovu majku Dobrilu kao djevojčicu su usvojili Svetislav i Zorka Veizović, pa je po djedu dobio ime.
Dobitnik je više nagrada za književnost u Srbiji, a njegov roman Fama o biciklistima mnogi smatraju jednim od najboljih romana devetog desetljeća 20. stoljeća. Drame su mu izvođene na mnogim scenama a knjige prevođene na engleski, francuski, njemački, mađarski, bugarski, talijanski i makedonski jezik. Potpisnik je Deklaracije o zajedničkom jeziku, u kojoj se tvrdi da se u Hrvatskoj, Bosni i Hercegovini, Srbiji i Crnoj Gori govore nacionalne standardne varijante zajedničkog policentričnog standardnog jezika.
Basara je bio veleposlanik SR Jugoslavije od 2001. do 2005. godine na Cipru.

## Djela
- Priče u nestajanju (1982)
- Peking by Night (1985)
- Kinesko pismo (1985)
- Napuklo ogledalo (1986)
- Na ivici (1987)
- Fama o biciklistima
- Fenomeni (1989)
- Na Gralovom tragu (1990)
- Mongolski bedeker (1992)
- Tamna strana meseca (1992)
- Izabrane priče (1994)
- De bello civili (1993)
- Drvo istorije (1995)
- Ukleta zemlja (1995)
- Virtualna kabala (1996)
- Looney Tunes (1997)
- Sveta mast (1998)
- Vučji brlog (1998)
- Ideologija heliocentrizma (1999)
- Mašine iluzija (2000)
- Kratkodnevnica (2000)
- Džon B. Malkovič (2001)
- Bumerang (2001)
- Oksimoron (2001)
- Srce Zemlje (2004)
- Fantomski bol (2005)
- Uspon i pad Parkinsonove bolesti, (2006)
- Izgubljen u samoposluzi (2008)
- Majmunopisanije (2008)
- Dnevnik Marte Koen (2008)
- Nova Stradija (2009)
- Fundamentalizam debiliteta (2009)
- Na gralovom tragu (2010)
- Eros, giros i Tanatos (2010)
- Početak bune protiv dahija (2010)
- Tajna istorija Bajine Bašte (2010)
- Mein Kampf (2011)
- Dugovečnost (2012)
- Gnusoba (2013)
- Tušta i tma, s Miljenkom Jergovićem (2014)
- Yugonostalghia  (2015)
- Anđeo atentata (2015)
- Drugi krug, s Miljenkom Jergovićem (2015)
- Očaj od nane (2016)
- Andrićeva lestvica užasa (2016)
- Pušači crvenog bana (2017)
- Nova srpska trilogija (2017)
- Atlas pseudomitologije (2018)
- Bajakovo - Batrovci, s Miljenkom Jergovićem (2020)
- Kontraendorfin (2020)

## Nagrade
- NIN-ova nagrada (2006)
- Nagrada Laza Kostić (2007)
- Nagrada Narodne knjižnice Srbije (2008)
- Nagrada Stanislav Staša Marinković (2010)
- Nagrada Biljana Jovanović (2015)
- Nagrada Isidora Sekulić (2015)
- NIN-ova nagrada (2020)

## Vanjske poveznice
- Sbija je uvijek bez nečega - intervju
- Basara: Protiv Ćosića nema borbe